# Xiangmoshan Shuiku
Xiangmoshan Shuiku (kinesiska: 香磨山水库) är en reservoar i Kina. Den ligger i provinsen Heilongjiang, i den nordöstra delen av landet, omkring 120 kilometer nordost om provinshuvudstaden Harbin. Xiangmoshan Shuiku ligger 176 meter över havet. Arean är 9,9 kvadratkilometer. I omgivningarna runt Xiangmoshan Shuiku växer i huvudsak lövfällande lövskog. Den sträcker sig 4,4 kilometer i nord-sydlig riktning, och 3,4 kilometer i öst-västlig riktning.
Genomsnittlig årsnederbörd är 886 millimeter. Den regnigaste månaden är juli, med i genomsnitt 189 mm nederbörd, och den torraste är januari, med 7 mm nederbörd.